# Terra andevaga
Terra andevaga är en fjärilsart som beskrevs av Johnson. Terra andevaga ingår i släktet Terra och familjen juvelvingar. Inga underarter finns listade i Catalogue of Life.